# Спицино (Шатровський район)
Спи́цино (рос. Спицыно) — село у складі Шатровського району Курганської області, Росія. Адміністративний центр Спицинської сільської ради.
Населення — 411 осіб (2010, 488 у 2002).
Національний склад станом на 2002 рік: росіяни — 98 %.
У селі народився Герой Радянського Союзу Шарипов Абрам Григорович (1900-1944).